# 鷹島ダム
鷹島ダム（たかしまダム）は、長崎県松浦市鷹島町里免橘坂、浦田比水路水系浦田比水路に建設された灌漑用の重力式コンクリートダムである。別名として鷹島海中ダム、日比湾海中ダムとも呼ばれる。

## 概要
鷹島と九州島の海峡である日比水道に面しており、日比湾の湾口を閉鎖して海水と淡水の比重差を利用することで脱塩・淡水化を行なうことで、島内のほぼ全域に当たる242ヘクタールに灌漑用水を供給している。ダム本体は日比港も兼ねており全国で唯一の海中ダムである。1986年（昭和61年）に事業着手、1989年（平成元年）から5年をかけてダム堤体の建設を行なった。

## 鷹島海中ダム湖

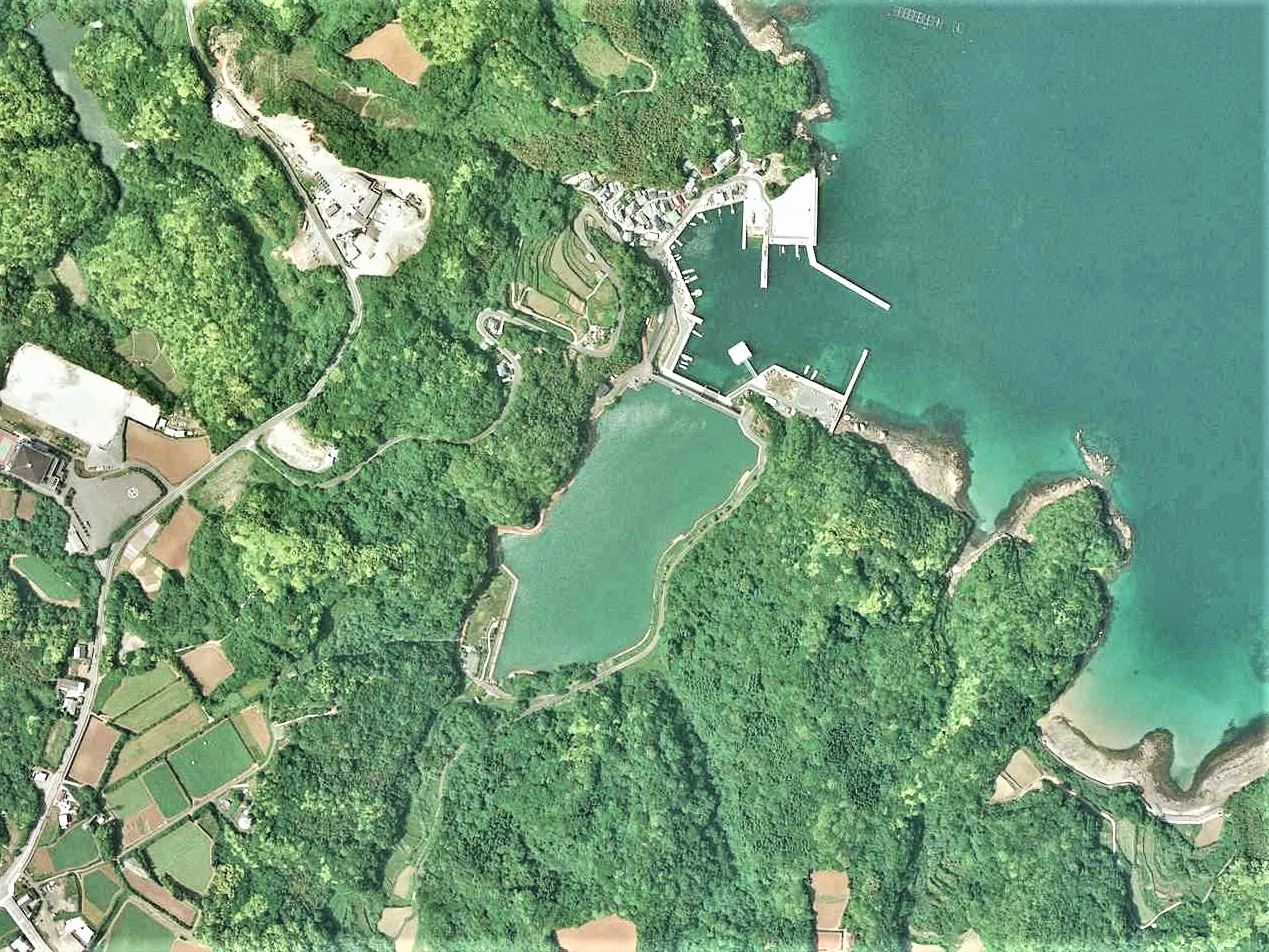
鷹島海中ダム周辺の空中写真。小さな湾を閉鎖して建設された様子が分かる。2013年5月24日撮影。
。

ダムによって出現した人造湖は鷹島海中ダム湖として2005年（平成17年）財団法人ダム水源地環境整備センターの選定でダム湖百選に選ばれている。